# Vojens

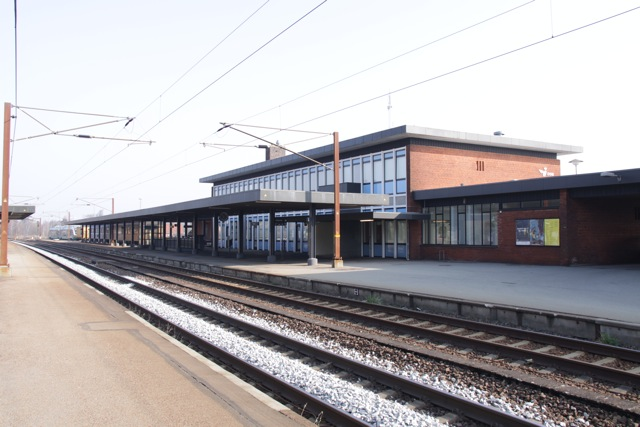
Bahnhof von Vojens

Vojens (deutsch Woyens) anhörenⓘ ist eine Stadt in Dänemark. Sie erstreckt sich über die Kirchspielsgemeinden (dän.: Sogn) Vojens Sogn, Skrydstrup Sogn und Jegerup Sogn. Bis 1970 gehörte sie zur Harde Gram Herred im damaligen Haderslev Amt, danach wurde sie Zentrum der Vojens Kommune im damaligen Sønderjyllands Amt, die im Zuge der Kommunalreform zum 1. Januar 2007 in der „neuen“ Haderslev Kommune in der Region Syddanmark aufging.
Vojens hat 7424 Einwohner (Stand: 1. Januar 2025).
Der Bahnhof Vojens verknüpft die Bahnstrecken Fredericia–Flensburg und Vojens–Haderslev. Südlich der Stadt liegt der Militärflugplatz Skrydstrup, Dänemarks einzige Kampfflugzeugbasis.
Mit dem Sportverein Sønderjysk Elitesport bestehen derzeit Mannschaften in den Sportarten Fußball, Handball und Eishockey.
Überregional bekannt ist Vojens durch das Vojens Speedway Center, welches Ex-Weltmeister Ole Olsen gehört und 1975 eröffnet wurde. In der 22.000 Zuschauer fassenden Speedwaysport-Arena fand 1988 und 1994 das Speedway-Einzel-WM Finale statt und seit 1995 regelmäßig ein WM-Grand Prix im Rahmen der Speedway-Einzelweltmeisterschaft. In den letzten Jahren wurde in Vojens der Nordic GP ausgefahren, da der Grand Prix von Dänemark im Parken Stadion von Kopenhagen veranstaltet wird.

## Söhne und Töchter
- Tony Rominger (* 1961), Schweizer Radrennfahrer
- Kim Lykkeskov (* 1983), Eishockeyspieler
- Frederik Dichow (* 2001), Eishockeyspieler